# Zouhair Zemzami
 (janvier 2022).
Zouhair Zemzami (arabe: زهير الزمزامي) est un homme d'affaires et homme politique marocain. 
Depuis 2021, il est maire de la commune  de Témara, sous le parti du Rassemblement national des indépendants, succédant à Mouh Rejdali. Il a été président du conseil de Skhirate-Témara de 2015 à 2021. Zemzami a dirigé le Festival Gaia de Skhirate-Témara lors des éditions 2017 et 2019, un festival visant à présenter les aspects culturels et patrimoniaux locaux. 